# 奈凱爾克

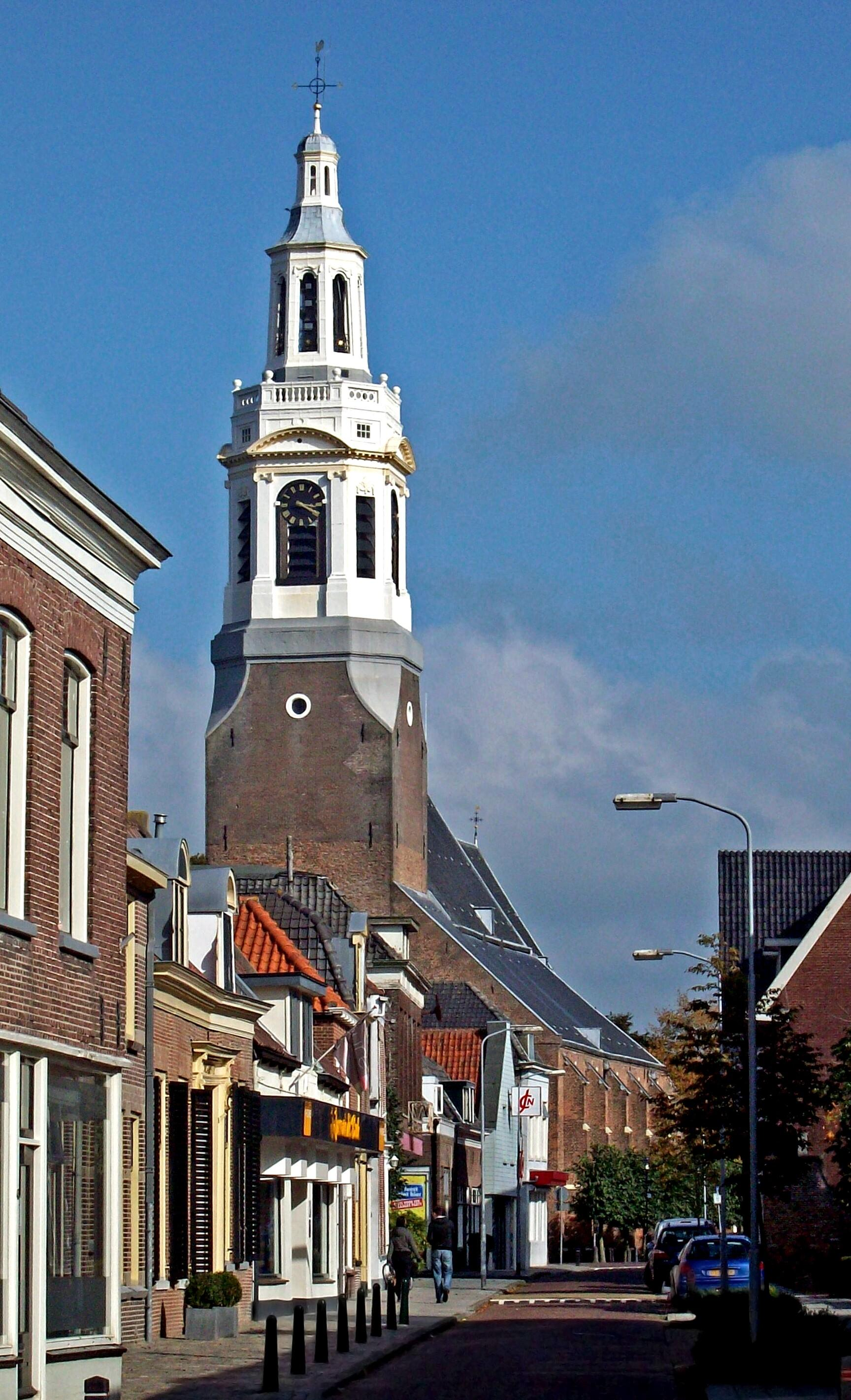

奈凱爾克（荷蘭語：Nijkerk）是荷蘭的城鎮，位於該國中部，距離阿默斯福特11公里，由海爾德蘭省負責管轄，面積72.05平方公里，2007年人口38,879，人口密度為每平方公里559人。

## 外部連結
- Official Website（页面存档备份，存于）
- Schenectady/Nijkerk Council（页面存档备份，存于）
- Map

52°13′N 5°29′E / 52.217°N 5.483°E